# Anna ophiorrhizoides
Anna ophiorrhizoides är en tvåhjärtbladig växtart som först beskrevs av Hemsley, och fick sitt nu gällande namn av Brian Laurence Burtt och Anstruther Davidson. Anna ophiorrhizoides ingår i släktet Anna och familjen Gesneriaceae. Inga underarter finns listade i Catalogue of Life.